# Teodoro Torres
Teodoro Torres (Villa de Guadalupe, San Luis Potosí, 4 de enero de 1891 - Ciudad de México, 26 de septiembre de 1944) fue un escritor, periodista y académico mexicano.

## Semblanza biográfica
Vivió nueve años en San Antonio, Texas, en donde colaboró para el periódico La Prensa. Durante su estancia en Estados Unidos conoció a Nemesio García Naranjo y a otros escritores que se encontraban en el exilio. De regreso en la Ciudad de México colaboró para los periódicos y publicaciones Excélsior, Revista de Revistas, Saber y México al Día. Fue miembro fundador de la primera escuela de periodismo en México, y fue elegido miembro correspondiente de la Academia Mexicana de la Lengua.

## Obras publicadas
- Pancho Villa: una vida de romance y tragedia, 1924.
- Como perros y gatos, 1925.
- Orígenes de las costumbres, 1934.
- La patria perdida, 1935.
- Periodismo, 1937.
- El humorismo y la sátira en México, 1943.
- Golondrina, publicación póstuma, 1944.